# 极值
在数学中，极值（extremum）是极大值（maximum）与极小值（minimum）的统称，意指在一个域上函数取得最大值或最小值的点的函数值。而使函数取得极值的点（的横坐标）被称作极值点。这个域既可以是一个邻域，又可以是整个函数域（这时极值称为最值、全局极值、绝对极值）。

## 定义
- 局部（相对）最大值：如果存在一个{\displaystyle \varepsilon >0}，使得所有满足{\displaystyle |x-x^{*}|<\varepsilon }的{\displaystyle x}都有{\displaystyle f(x^{*})\geq f(x)}，我们就把点{\displaystyle x^{*}}对应的函数值{\displaystyle f(x^{*})}称为一个函数{\displaystyle f}的局部最大值。从函数图像上看，局部最大值就像是山顶。
- 局部（相对）最小值：如果存在一个{\displaystyle \varepsilon >0}，使得所有满足{\displaystyle |x-x^{*}|<\varepsilon }的x都有{\displaystyle f(x^{*})\leq f(x)}，我们就把点{\displaystyle x^{*}}对应的函数值{\displaystyle f(x^{*})}称为一个函数f的局部最小值。从函数图像上看，局部最小值就像是山谷的底部。
- 全局（绝对）最大值：如果点{\displaystyle x^{*}}对于任何{\displaystyle x}都满足{\displaystyle f(x^{*})\geq f(x)}，则点{\displaystyle f(x^{*})}称为全局最大值。
- 全局（绝对）最小值：如果点{\displaystyle x^{*}}对于任何{\displaystyle x}都满足{\displaystyle f(x^{*})\leq f(x)}，则点{\displaystyle f(x^{*})}称为全局最小值。

极值的概念不仅仅限于定义在实数域上的函数。定义在任何集合上的实数值函数都可以讨论其最大最小值。为了定义局部极值，函数值必须为实数，同时此函数的定义域上必须能够定义邻域。邻域的概念使得在{\displaystyle x}的定义域上可以有{\displaystyle |x-x^{*}|<\varepsilon }。
局部最大值（最小值）也被称为极值（或局部最优值），全局最大值（最小值）也被称为最值（或全局最优值）。

## 求极值的方法
求全局极值是最优化方法的目的。对于一元二阶可导函数，求极值的一种方法是求驻点（亦称为静止点，停留点），也就是求一阶导数为零的点。如果在驻点的二阶导数为正，那么这个点就是局部最小值；如果二阶导数为负，则是局部最大值；如果为零，则还需要进一步的研究。
一般地，如果在驻点处的一阶、二阶、三阶......直到N阶导数都是零，而{\displaystyle N+1}阶导数不为零，则当{\displaystyle N}奇数且{\displaystyle N+1}阶导数为正时，该点为极小值；当{\displaystyle N}是奇数且{\displaystyle N+1}阶导数为负时，该点为极大值；如果{\displaystyle N}是偶数，则该点不是极值。
如果这个函数定义在一个有界区域内，则还要检查局域的边界点。如果函数在定义域内存在不可导点，则这些不可导点也可能是极值点。

## 例子
- 函数{\displaystyle x^{2}}有惟一最小值，在{\displaystyle x=0}处取得。
- 函数{\displaystyle x^{3}}没有最值，也没有极值，尽管其一阶导数{\displaystyle 3x^{2}}在{\displaystyle x=0}处也为0。因为其二阶导数({\displaystyle 6x})在该点也是0，但三阶导数不是零。
- 函数{\displaystyle \cos(x)}有无穷多个最大值，在{\displaystyle x=0,\pm 2\pi ,\pm 4\pi ,\cdots }，与无穷多个最小值在{\displaystyle x=\pm \pi ,\pm 3\pi ,\cdots }。

求函数的极值时还应当考虑其不可导点，即导数不存在的点。如函数{\displaystyle y=|x|}中0处的导数不存在，事实上从图像上也能看出这一点来。而且0就是该函数的一个极小值。

## 多变量函数
对于多变量函数（多元函数），同样存在在极值点的概念。其定义为：
设{\displaystyle f(P)}在点{\displaystyle P_{0}}某邻域{\displaystyle U(P_{0})}内有定义，若对于所有{\displaystyle P_{0}}的去心邻域的点{\displaystyle P}，都有{\displaystyle f(P)<f(P_{0})}，则称{\displaystyle P_{0}}是{\displaystyle f(P)}的极大值；反之，则为极小值。
此外，也有鞍点的概念。

## 注脚
1. ↑  不同文献对此定义尚未统一。在部分文献中，此定义又称“绝对极值点”，与“≥”、“≤”的定义相区别